# Christian Wolmar
Christian Wolmar es un periodista, escritor e historiador del ferrocarril británico de ascendencia sueca y rusa. Es principalmente conocido por sus libros y comentarios sobre los medios de transporte, especialmente sobre la red de ferrocarril en Gran Bretaña, y fue nombrado Periodista del Transporte del Año en los Premios Nacionales del Transporte de 2007.